# City and County Training
City and County Training Limited war ein britischer Hersteller von Automobilen.

## Unternehmensgeschichte
Joe Lord gründete 1994 das Unternehmen als Autowerkstatt. Der Standort war in Kingston upon Hull in der Grafschaft East Riding of Yorkshire. 2006 begann die Produktion von Automobilen und Kits. Der Markenname lautete CCT. 2007 endete die Produktion. Insgesamt entstanden etwa zehn Exemplare. Die Internetseite Allcarindex gibt davon abweichend den Produktionszeitraum mit 1994 bis 2008 an.

## Fahrzeuge
Das einzige Modell war der CCT 7. Dieser zweisitzige Roadster war vom Lotus Seven inspiriert. Üblicherweise trieb ein Motor vom Ford Sierra die Fahrzeuge an, doch war auch der Einbau eines V8-Motors von Rover möglich.